# Louis MacNeice
Frederick Louis MacNeice (Pseudonym Louis Malone; * 12. September 1907 in Belfast; † 3. September 1963 in London) war ein nordirisch-britischer Schriftsteller, der vor allem mit Lyrik, Essays und Hörspielen bekannt wurde.

## Leben

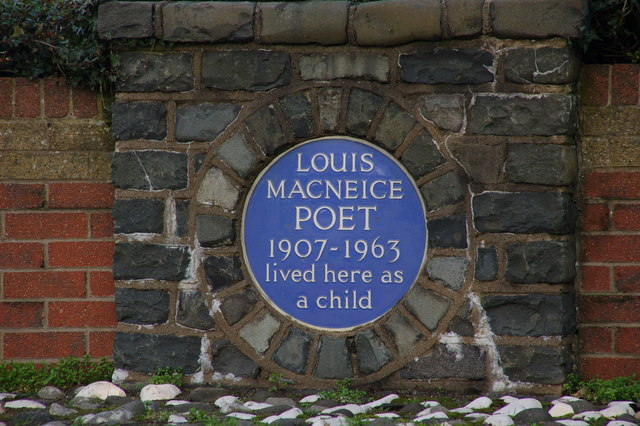
Louis Macneice Plaque, Carrickfergus

Louis MacNeice war das jüngste von drei Kindern aus der Ehe von John Frederick MacNeice und Elizabeth MacNeice, geb. Clesham. Beide Eltern stammten aus dem Westen Irlands (Connemara). Sein Vater war Pfarrer (und später Bischof) der protestantisch-anglikanischen Church of Ireland. Seine frühe Kindheit verbrachte Louis in Carrickfergus, einer nahe Belfast am Meer gelegenen Kleinstadt. Diese Jahre waren überschattet von der Krankheit und dem frühen Tod seiner Mutter im Jahr 1913.

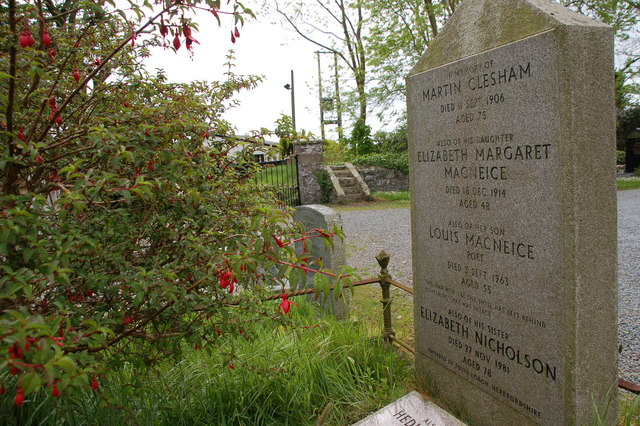
MacNeices Grab in Carrowdore

Obwohl das (damals noch nicht territorial gespaltene, aber bereits politisch und konfessionell zerrissene) Irland seiner Kindheit einen starken und wesentlichen Bezug in seinem literarischen Schaffen ausmacht, kann man MacNeice trotz seiner Herkunft nur bedingt als (nord)irischen Dichter bezeichnen. Mit wenigen längeren Unterbrechungen (etwa USA 1940) verbrachte er den Großteil seines Lebens in England. Im Alter von zehn Jahren begann er seine Ausbildung an englischen Internaten (Sherborne, Marlborough College), die er am Merton College der Universität Oxford fortsetzte, wo er sein Studium der Klassischen Philologie mit ausgezeichnetem Erfolg abschloss. Danach setzte er seine akademische Karriere als Dozent an der University of Birmingham (1930–1936) und am Bedford College, London, fort.
Seine Karriere verdankt er in erster Linie dem später in Oxford lehrenden Gräzisten Eric Robertson Dodds, der die Anstellung des gerade erst 23-Jährigen, der noch auf sein Abschlusszeugnis aus Oxford wartete, als Assistent Lecturer in Birmingham befürwortete. Die lebenslange Freundschaft zu Dodds ist auch darin dokumentiert, dass dieser 1965 MacNeices Autobiographie herausgab, die der Dichter aufgrund seines unerwarteten Todes nicht mehr selbst hatte fertigstellen können.
Von 1941 bis 1961 arbeitete MacNeice für die BBC, für die er zahlreiche Hörspiele schrieb und inszenierte. Von seinen eigenen Hörspielen sind Christopher Columbus (1944) und vor allem The Dark Tower (1946, Musik von Benjamin Britten) noch heute geschätzt.

## Dichterisches Schaffen
MacNeice begann schon früh, Gedichte zu schreiben; sein erster Band Blind Fireworks erschien 1929, als er noch Student war. Die Gedichte, die er im folgenden Jahrzehnt schrieb, haben mit jenen der anderen jungen, linksorientierten Dichter der Auden Generation wie W. H. Auden, Stephen Spender, Christopher Isherwood oder Cecil Day Lewis viele Gemeinsamkeiten.
MacNeice hatte jedoch zur Politik und den herrschenden Ideologien der Zeit ein distanziertes, sehr viel undogmatischeres Verhältnis. Diese Haltung erkennt man sehr gut in The Earth Compels (1938) und vor allem in seinem langen Gedicht Autumn Journal (1939), einem lyrisch-didaktischen „Tagebuch“, das sich skeptisch und elegisch im Ton mit England und Irland, deren Gesellschaft, dem spanischen Bürgerkrieg, dem Münchner Abkommen und dem drohenden Krieg mit Deutschland beschäftigt. Der Band vereint das Subjektive und das Sachliche, das Lyrische und den Stil der Reportage, um ein Bild der Epoche zu vermitteln.
Während des Krieges und danach schrieb und veröffentlichte MacNeice weiter, ohne zunächst die dichterische Qualität seiner Werke der Vorkriegszeit erreichen zu können. Erst gegen Ende der 50er entwickelte er einen neuen Stil: knapper, konzentrierter, manchmal fast surrealistisch, durch Pessismus, Ironie und Humor geprägt. In den späten Werken wie Visitations (1957) und The Burning Perch (1963) gelang es ihm, das Ernsthafte und das Düstere leicht und elegant zu beschreiben.
MacNeice starb 1963 an einer Lungenentzündung, nachdem er in eine Höhle in Yorkshire hinabgestiegen war, um für sein Hörspiel Persons from Porlock Geräuscheffekte aufzunehmen. Er ist in Carrowdore, County Down, begraben.

## Würdigung
Viele Jahre durch seinen Dichter-Freund Auden überschattet, weckt MacNeice heutzutage zunehmend Interesse, vornehmlich bei der jüngeren Generation von nordirischen Dichtern (z. B. Edna und Michael Longley, Seamus Heaney, Derek Mahon oder Paul Muldoon), die in MacNeice einen Vorgänger oder sogar ein Vorbild sehen. Die wachsende Freude an und Beschäftigung mit MacNeices Lyrik weltweit wurde endlich in einer Veröffentlichung 2019 im deutschsprachigen Raum gespiegelt, der Erstübersetzung in Buchlänge. Das Werk, welches 60 Gedichte aus allen Schaffensphasen MacNeices Leben umfasst, ist auf Resonanz gestoßen, vor allem in der ausführlichen Besprechung des Lyrikers Timo Brandt auf der Lyrikplatform Signaturen. Hier gibt Brandt u. a. eine Einführung in MacNeices Dichtung: „Mir ist aber wichtig, dass die Leser*innen vorbereitet sind: MacNeices Dichtung hält viel Wundersames und Spannendes bereit, ist aber auch mitunter kryptisch und durchzogen von illustren, zynisch-frivolen, morbiden und witzigen Motiven und Tonlagen, die nicht immer leicht herauszuhören sind.“ Bis 2019 gehörte es noch zur Ironie der MacNeice-Rezeption in Deutschland, dass mit Astrology (1964, dt. 1965) sein literarisch am wenigsten relevantes Werk als einziges in vollständiger Übersetzung auf Deutsch vorlag. Mit der neuen Übersetzung sind diese Tage endgültig vorbei. Nun können deutschsprachige Lesende, die keine oder wenig Lyrik auf Englisch lesen, selbst entscheiden, wie MacNeice im Vergleich mit den großen Lyriker*innen unter seinen Zeitgenossen darsteht: Mit Plath, Auden, Dylan Thomas, Robert Frost oder W. B. Yeats. Denn es ist Paul Muldoon, in seinem Essay im Band Incorrigbly Plural (2012), der den direkten Vergleich zwischen den Gedichten MacNeices und den Gedichten Frosts und Yeats aufbaut. Auch der Beatles-Song When I’m Sixty-Four von Paul McCartney, dessen Werk Lyrics von Muldoon herausgegeben wurde, war wohl vom Humor in MacNeices Gedicht Bagpipe Music beeinflusst. So heißen die im Lied genannten Enkel „Vera, Chuck and Dave“ wie die Enkel von MacNeice.

## Werke (Auswahl)
Gedichte
- Henry Holland und Jonis Hartmann(Übersetzer): Unbelehrbar Mehrzahl: Gedichte aus dem Englischen. ELIF Verlag, Nettetal, 2019. Mit einem Nachwort von den Übersetzern. ISBN 978-3-946989-15-8
- Peter McDonald (Hrsg.): Louis MacNeice: Collected Poems (2007) ISBN 978-0-571-21574-4
- Michael Longley (Hrsg.): Louis MacNeice: Selected Poems. (1988) ISBN 978-1-930630-41-3

Hörspiele
- Alan Heuser (Hrsg.): The Selected Plays (1994)

Essays
- Modern Poetry: A Personal Essay (1938)
- The Poetry of W. B. Yeats (1941)
- Varieties of Parable (1965)

Übersetzung
- Goethe’s Faust. Parts I and II. Gekürzte Fassung, übersetzt von Louis MacNeice und E. L. Stahl (1951)

Autobiografie
- The Strings Are False: An Unfinished Autobiography (1965)

Vermischtes
- Letters from Iceland (1937) gemeinsam mit W. H. Auden, eine Sammlung von Gedichten, Briefen und abseitigem Quellenmaterial.